# Karl Zindel
Karl Zindel (* 26. Dezember 1894 in Palermo, Sizilien; † 19. April 1945 in Karlsruhe) war ein deutscher Jurist und Polizeibeamter. Zindel wurde bekannt als deutscher Vertreter bei Interpol während des Zweiten Weltkriegs sowie als einer der Protagonisten der polizeilichen Organisation der Verfolgung der sogenannten Zigeuner während der NS-Zeit.

## Leben

### Frühe Laufbahn
Nach dem Besuch des humanistischen Gymnasiums in Stuttgart, das er 1913 mit dem Abitur verließ, studierte Zindel Rechtswissenschaften in Tübingen zwei Semester. Dort war er seit 1913 Mitglied der Studentenverbindung Akademische Gesellschaft Stuttgardia Tübingen. Nach Ausbruch des Ersten Weltkriegs trat er im Dezember 1914 als Fahnenjunker in die Preußische Armee ein, bei der er bis 1918 Kriegsdienst leistete. Während des Krieges erhielt er das Eiserne Kreuz beider Klassen und erreichte den Rang eines Leutnants. 1919 schied er mit dem Charakter als Oberleutnant aus der Armee aus.
1919 nahm Zindel seine rechtswissenschaftlichen Studien wieder auf. 1922 promovierte er zum Dr. jur. Im Dezember 1923 trat er in den Staatsdienst ein. Zunächst war er von Dezember 1923 bis Januar 1925 als stellvertretender Amtmann beim Oberamt Marbach tätig. Anschließend gehörte er bis 1926 dem Stuttgarter Polizeipräsidium an. Während dieser Zeit wurde er am 1. Juli 1925 zum Amtmann befördert.
Von 1926 bis 1928 war Zindel als Polizeiamtmann im Polizeiamt des Württembergischen Innenministerium tätig. Hier wurde er 1928 zum Regierungsrat befördert. Von 1928 bis zum 7. April 1933 war Zindel Berichterstatter der Abteilung IIb („Kriminal- und Politische Polizei“) im Polizeipräsidium in Stuttgart.

### Zeit des Nationalsozialismus
Kurz nach dem Machtantritt der Nationalsozialisten wurde Zindel am 7. April 1933 zum stellvertretenden Leiter der Kriminalabteilung des Stuttgarter Polizeipräsidiums ernannt. Diesen Posten behielt er bis August 1933 bei. Zu dieser Zeit trat er mit Aufnahmedatum vom 1. Mai 1933 in die NSDAP ein (Mitgliedsnummer 3.226.421). Außerdem wurde er Mitglied des NSKK sowie förderndes Mitglied der SS.
Im August 1933 übernahm Zindel die Leitung der Abteilung IV (Verkehr und Luftpolizei) des Stuttgarter Polizeipräsidiums. Diese behielt er bis 1934 bei. Im September 1934 wurde er zusammen mit Arthur Nebe zum deutschen Vertreter bei der „Internationalen Kriminalpolizeilichen Kommission“ (IKPK) berufen. Diese Funktion als Landesvertreter Deutschlands behielt er bis Dezember 1941 inne. Als Verbindungsmann der deutschen Regierung zur IKPK wurde er zu dieser Zeit ins Reichsministerium des Innern versetzt und unmittelbar nach der Versetzung auf diesen Posten mit Wirkung zum 19. Oktober 1934 zum Oberregierungsrat befördert.
Seit 1936 war Zindel in führender Stellung im Hauptamt Sicherheitspolizei innerhalb des Geheimen Staatspolizeiamtes beschäftigt. Im Geschäftsverteilungsplan des Hauptamtes Sicherheitspolizei vom 1. Juli 1936 ist er als Leiter des Referates V1 (Organisation und Recht) in dem von Werner Best geführten Amt V (Verwaltung und Recht) mit Zuständigkeit für eine große Zahl an Sachgebieten nachweisbar. Wohl aufgrund dieser Fülle seiner Funktionen innerhalb der Verwaltung der Gestapozentrale hat der Publizist Peter-Ferdinand Koch Zindel als „Faktotum“ das Gestapochefs Heinrich Müller bezeichnet. In dieser Position wurde er 1938 zum Ministerialrat befördert.
In seiner Eigenschaft als Leiter des Organisations- und Rechtsreferates der Gestapozentrale machte Zindel sich 1936 „Gedanken“ darüber, welche Bestimmungen ein gegen das „Zigeunertum“ gerichtetes Gesetz („Reichszigeunergesetz“) enthalten sollte sowie welche praktischen organisatorischen Maßnahmen in Hinblick auf die Zentralisierung der Erfassung, Identifizierung und Registrierung von „Zigeunern“ zweckmäßig wären, um das „Zigeunerproblem“ im deutschen Herrschaftsgebiet möglichst effektiv zu lösen, d. h. die „Zigeuner“ als unerwünschte Minderheit aus dem öffentlichen Leben zu verbannen und als vermeintlichen Fremdkörper aus der homogenen Volksgemeinschaft zu entfernen. Schmidt-Degenhard kennzeichnet Zindel daher als einen der „Schrittmacher“ der in der zweiten Hälfte der 1930er Jahre einsetzenden Zentralisierung und Synchronisierung der polizeilichen Verfolgung der „Zigeuner“ durch das NS-Regime.
Zum 15. Juli 1937 trat Zindel offiziell in die SS ein (SS-Nr. 290.114). In dieser erhielt er am 1. November mit Wirkung zum 11. September 1938 den Rang eines SS-Standartenführers.
Vom 27. September 1939 bis zum Dezember 1941 amtierte Zindel als Gruppenleiter der Abteilung Ia (Recht) im Reichssicherheitshauptamt. Während dieser Zeit wurde er am 18. November 1940 als „Vertreter des Chefs der Sicherheitspolizei und des SD [= Reinhard Heydrich] bei der Corpo di Polizia dell Afrika Italiana“ nach Nordafrika entsandt. Seine Aufgabe in dieser Stellung bestand darin, die Ausbildung der in den deutschen und italienisch besetzten Gebieten Nordafrikas eingesetzten Sicherheitspolizisten zu organisieren. Offiziell beendete er diese Mission am 31. März 1941.
Im Dezember 1941 wurde Zindel von Reinhard Heydrich zu seinem Sonderbeauftragten beim Präsidenten der Internationalen Kriminalpolizeilichen Kommission ernannt. Diese Stellung, in der Zindel direkt Reinhard Heydrich (bzw. später dessen Nachfolger Ernst Kaltenbrunner) unterstand, behielt er bis 1944 bei. In Personalunion war Zindel zudem Vorsitzender der Internationalen Kriminalpolizeilichen Kommission. Diese Position behielt er bis 1945 bei. Vom 28. Oktober 1944 bis April 1945 war er außerdem noch mit der Wahrnehmung der Geschäfte des Leiters der Attachegruppe der Reichssicherheithauptamt (RSHA) beauftragt.
In der Literatur heißt es, den Erinnerungen von Harry Södermann folgend, Zindel sei vor Kriegsende mit einem mit Interpolakten vollgeladenen Kraftwagen nach Süddeutschland geflohen, wahrscheinlich in der Hoffnung, sich mit seinen Unterlagen in die Schweiz durchzuschlagen. Im Stuttgarter Raum sei er von französischen Truppen festgenommen worden. Da die von Zindel auf der Fahrt mitgenommenen Interpolakten bei dieser Gelegenheit sichergestellt worden seien, wären zumindest diese – anders als der Großteil des als verschollen geltenden Archivs der deutschen Interpolsektion – der Nachwelt erhalten geblieben. Tatsächlich floh Zindel im April 1945 aus Berlin. Er fuhr aber mit seiner Frau nach Tübingen und nahm sehr wahrscheinlich keine Interpol-Akten mit. In Tübingen wurde er direkt nach dem Einmarsch der französischen Truppen verhaftet und nach Karlsruhe gebracht, um verhört zu werden. Im Verlauf des Verhörs erlitt er einen Herzschlag und verstarb.

## Beförderungen
Im Staatsdienst:
- 1. Juli 1925: Amtmann
- 1928: Regierungsrat
- 19. Oktober 1934: Oberregierungsrat
- 1938: Ministerialdirektor

In der SS:
- 9. November 1938: SS-Standartenführer
- zuletzt SS-Standartenführer

## Schriften
- Der Unterhaltsanspruch der Ehegatten während der Ehe. 1922.
- Fragen der Mit- und Nebentäterschaft : unter besonderer Berücksichtigung des Entwurfs von 1919. Tübingen 1923.
- Verordnung des Innenministeriums über den Schutz von Personen gegen Hunde. Vom 15. Januar 1929; Textausgabe mit Anmerkungen. Stuttgart 1929.
- Die Verordnungen des Reichspräsidenten zur Bekämpfung politischer Ausschreitungen: Ihre Ausführungsbestimmungen und ihre Durchführg in Württemberg. Stuttgart 1932.
- Die politischen Notverordnungen des Reichs vom Juni 1932, ihre Durchführgs- und Vollzugsbestimmgn in Württemberg und weitere einschlägige Gesetzesbestimmung. Stuttgart 1932.